# Йоганн I (маркграф Бранденбургу)
Йоганн I (нім. Johann I von Brandenburg; бл. 1213 — 4 квітня 1266) — 5-й маркграф Бранденбургу у 1220—1266 роках (спільно з братом Отто III).
Нащадок Великого князя Київського Володимира Святого та Святополка Ізяславича. По материнській лінії був нащадком Великих князів Київських Володимира Святого та Ярослава Мудрого.

## Біографія
Походив з роду Асканіїв. Старший син Альбрехта II, маркграфа Бранденбургу, та Матильди фон Гройч. Народився у 1213 році. Після смерті у 1220 році свого батька разом з молодшим братом Отто розділив владу в Бранденбурзі.
Втім у 1220—1221 роках регентом був Альбрехт, архієпископ Магдебургу. Йому допомагав Генріх I Асканій, граф Ангальт. У 1221 році регенткою стала мати братів, яка викупила цю посаду за 1900 срібних марок. Граф Ангальт продовжив допомагати в регентстві. Того ж року Альбрехт I, герцог Саксонії, намагався розширити свої володіння за рахунок Бранденбургу. Проте зустрів спротива Генріха фон Ангальта. Після цього Матильда фон Гройч керувала Бранденбургом до самої смерті у 1225 році.
З цього моменти Йоганн I з братом поступово перебрали управління державою. 1227 року вони надали підтримку Отто I в боротьбі за герцогства Брауншвейг-Люнебург. 1229 року відбувся короткочасний конфлікт з Альбрехтом I, архієпископом Магдебургу. 1230 року одружився з донькою короля Данії Софією Естрідсен, отримавши в якості посагу область Вольгаст (частина Померанії).
У 1230—1245 роках Йоганн I та Отто III придбали решту частини Барніму та південь Уккермарк до річки Вельсе. У 1236 року у Вартіслава III, герцога Померанії, викуплено володіння Старгард, Бесеріц та Вустов (за угодою в Креммені). Водночас фактично було викуплено Ноймарк (на схід від Одера). Цю область швидко заселено німецькими колоністами.
1231 року Йоганна I спільно з братом було посвячено на лицарів. З цього моменту Йоганн I та Отто III стали фактичними маркграфами. 1235 року був учасником рейхстагу в Майнці, де було оголошено загальноімперський мир. Водночас Йоганн I з братом отримав привілеї електора (виборника) імператора. 1239 року в Шпандау засновано бенедектинський монастир Святої Марії.
1239 року у Йоганна I та його брата виник конфлікт на півдні Бранденбурга з Генріхом III, маркграфа Мейссена та Нижньої Лужиці, який спробував розширити територію Нижньолужицької марки за рахунок Бранденбурга. В результаті війни, що завершилася 1245 року, Йоганн I разом з братом завдали супротивнику поразки. Генріх III був змушений поступитися Бранденбургу містами Тельтов, Кепенік (столиця слов'янського племені спревян) і Міттенвальде.
Спільно з братом заснував кілька міст, приділивши особливу увагу розвитку міст Кельн і Берлін (1240 року їм надано статуси міст), з яких згодом утворилася столиця під єдиною назвою Берлін. У 1230-х роках було створено ринки в містах Шпандау, Кельн та Пренлау.
У 1246—1247 роках надав підтримку Генріху Распе, якого було оголошено королем Німеччини. 1247 року померла дружина маркграфа Йоганна I.
1249 року Йоганн I спільно з братом придбали Любузьку землю, завдяки чому кордони Бранденбурга досягли річки Одер. 1250 року було укладено Ландінський договір з Померанією, за яким Йоганн I та Отто III отримали північну частину Уккермарка в обмін на частину області Вольгаст. Після його смерті у 1251 році Йоганн I надав допомогу Вільгельм II Голландському.
У 1253 році Йоганн I надав Франкфурту-на-Одері, який було засновано невдовзі, статус міста. У 1254 року брати віддали голоси за Альфонса Кастильського, претендента на трон Німеччини. 1255 року одружився з Юттою Саксонською, донькою герцога Саксонії.
У 1256 році допоміг висунути брата Отто III кандидатом на трон імператора Священної Римської імперії. 1257 року Йоганн I заснував місто Ландсберг в Ноймарці. Сюди було переорієнтовано торгівлю з польського Сантоку.
У 1261 році заснував місто Золдін, куди запросив лицарів-тамплієрів.
Йоганн I з Отто III, заздалегідь вирішили питання спадщини, розділивши його на дві лінії — Йоганнівську і Оттонівську. Йоганн I отримав Альтмарк, Гавеланд, Укермарк, зробивши столицею Штендаль. Помер у 1266 році. Йому спадкував брат Отто III.

## Родина
1. Дружина — Софія, донька Вальдемара II, короля Данії
Діти:
- Йоган (1237—1281) — маркграф у 1266—1281 роках
- Отто (1238—1308) — маркграф у 1281—1308 роках
- Еріх (1242—1295) — архієпископ Магдебургу у 1289—1295 роках
- Конрад (1240—1304) — маркграф Бранденбургу у 1281—1304 роках
- Олена (1241/1242 — 1304) — дружина маркграфа Дітріха Ландсберзького

2. Дружина — Ютта, донька Альбрехта I, герцога Саксонії
Діти:
- Генріх (1256—1318) — маркграф Ландсберга (в Саксонії)
- Альбрехт (1258—1290)
- Агнеса (1255—1304) — дружина Еріка V, короля Данії
- Мехтільда (д/н—бл.1309) — дружина Богуслава IV, герцога Померанії
- Герман (д/н—1291) — єпископ Гавелсбергу.